# Richard Joseph Gagnon
Pour les articles homonymes, voir Gagnon.
Richard Joseph Gagnon, né le 17 juin 1948 à Lethbridge en Alberta, est un prélat de l'Église catholique canadien. Il est évêque du diocèse de Victoria en Colombie-Britannique de 2004 à 2013, puis archevêque de Winnipeg au Manitoba de 2013 à 2024. Il est président de la Conférence des évêques catholiques du Canada de 2019 à 2021.

## Biographie
Richard Joseph Gagnon est né le 17 juin 1948 à Lethbridge en Alberta,. Le 24 juin 1983, il a été ordonné prêtre pour l'archidiocèse de Vancouver en Colombie-Britannique,.
Le 14 mai 2004, il est nommé évêque du diocèse de Victoria en Colombie-Britannique,. Le 20 juillet suivant, il est consacré évêque avec Raymond Roussin (en), archevêque de Vancouver, comme principal consécrateur et David Monroe (en), évêque de Kamloops, et Eugene Jerome Cooney (de), évêque de Nelson, comme co-consécrateurs.
Le 28 octobre 2013, il est nommé archevêque de Winnipeg au Manitoba,,.
Le 27 septembre 2017, il devient vice-président de la Conférence des évêques catholiques du Canada puis est président du 28 septembre 2019 au 4 octobre 2021.
Le 30 décembre 2024, le pape François accepte sa démission de ses fonctions d'archevêque de Winnipeg pour raison d'âge. Il est remplacé par Murray Chatlain.